# Gare de Genlis
La gare de Genlis est une gare ferroviaire française de la ligne de Dijon-Ville à Vallorbe (frontière) située sur la commune de Genlis, dans le département de la Côte-d'Or, en région Bourgogne-Franche-Comté.
C'est une gare de la Société nationale des chemins de fer français (SNCF), desservie par des trains du réseau TER Bourgogne-Franche-Comté circulant entre les gares de Dijon et Besançon.

## Situation ferroviaire
Établie à 201 mètres d'altitude, la gare de Genlis est située au point kilométrique (PK) 332,800 de la ligne de Dijon-Ville à Vallorbe (frontière), entre les gares ouvertes de Dijon-Ville et de Collonges (Côte-d'Or). Elle est séparée de Dijon-Ville par les gares aujourd'hui fermées de Neuilly-lès-Dijon, Chevigny-Saint-Sauveur et de Magny - Fauverney.

## Fréquentation
De 2015 à 2023, selon les estimations de la SNCF, la fréquentation annuelle de la gare s'élève aux nombres indiqués dans le tableau ci-dessous.
| Année                     | 2015    | 2016    | 2017    | 2018    | 2019    | 2020    | 2021    | 2022    | 2023    |
| ------------------------- | ------- | ------- | ------- | ------- | ------- | ------- | ------- | ------- | ------- |
| Voyageurs                 | 233 853 | 227 823 | 239 377 | 220 044 | 243 273 | 212 774 | 215 996 | 309 879 | 308 609 |
| Voyageurs + non voyageurs | 292 316 | 284 779 | 299 221 | 275 055 | 304 092 | 265 968 | 269 995 | 387 349 | 385 761 |

## Service des voyageurs

### Accueil
La gare est ouverte (horaires 2018) :
- de 5h30 à 12h00 du lundi au jeudi
- de 5h30 à 9h30 le vendredi
- fermée le samedi, dimanche et jours de fête

Le guichet est ouvert :
- de 8h30 à 12h00 du lundi au jeudi
- fermé le vendredi, samedi, dimanche et jours de fête

Un distributeur de billets régionaux sur le quai n°1 est également disponible.

### Desserte
La gare fait partie du réseau TER Bourgogne-Franche-Comté.
Les trains s'arrêtant dans cette gare sont des TER Dijon-Dole-Besançon. En semaine, environ 25 allers-retours TER desservent cette gare.

## Galerie de photographies

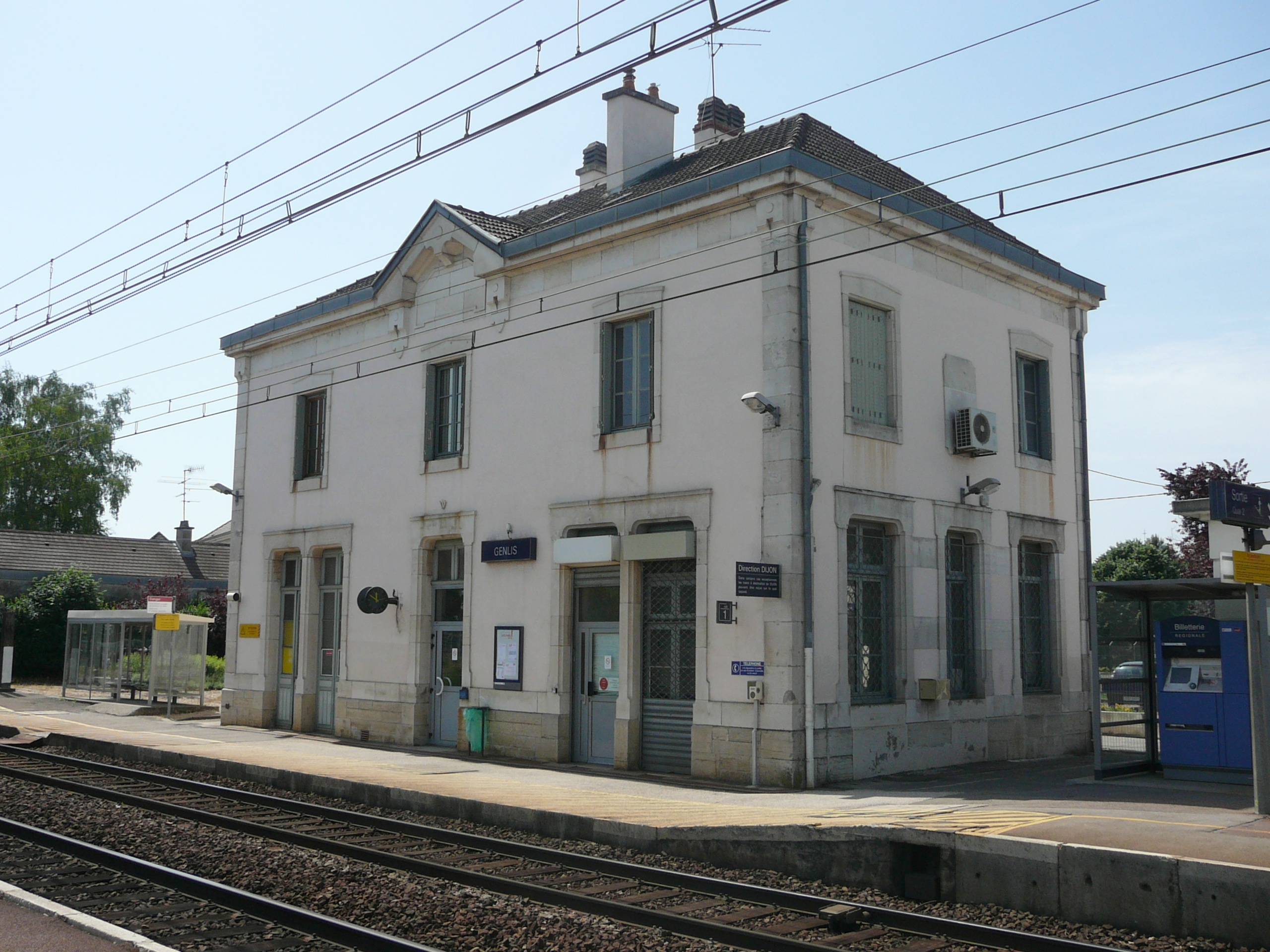
Bâtiment voyageurs, vue depuis le quai n°2.
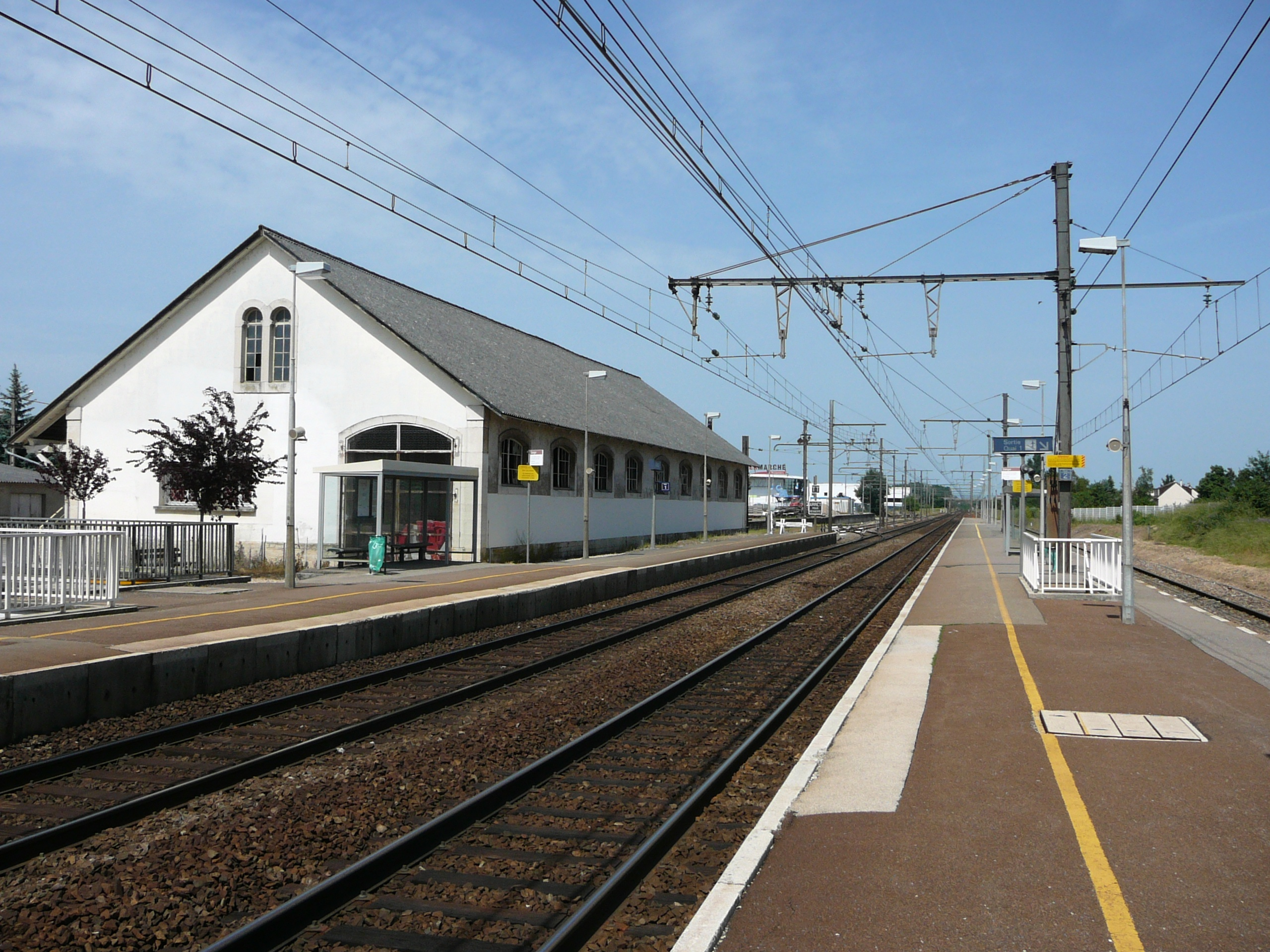
Vue en direction Dijon.
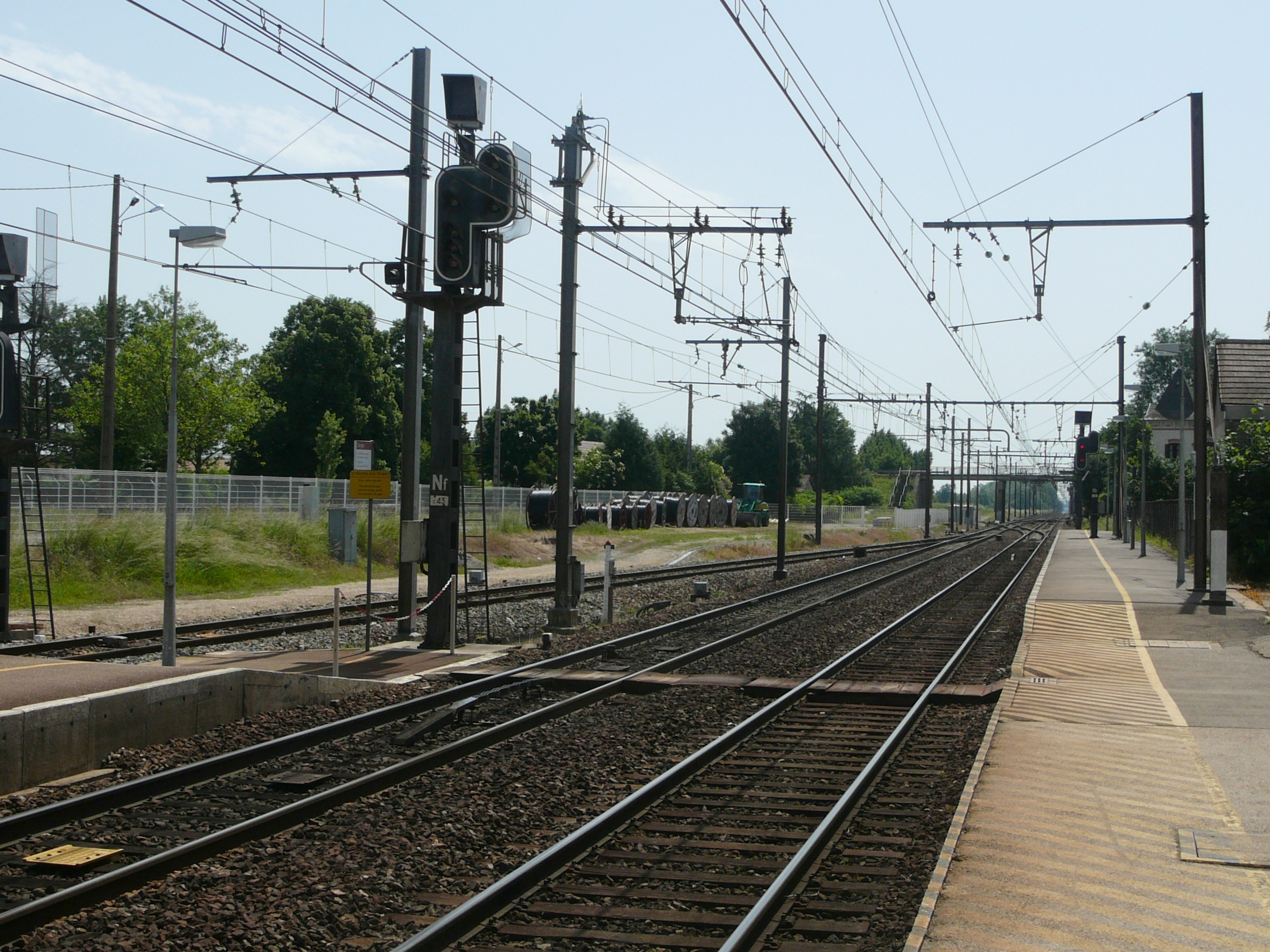
Vue en direction Dole.